# Немское городское поселение
Немское городское поселение — упразднённое муниципальное образование в Немском районе Кировской области.
Административный центр — пгт Нема.

## География
На северо-востоке граничит с Соколовским сельским поселением. Граница с Колобовским сельским поселением проходит по реке Смолинке на северо-восток, далее на восток по реке Пучаси. Также граничит с Слудским, Васильевским и Архангельским сельскими поселениями, Кильмезским, Уржумским и Нолинским районами
Поселение относится к восточному агроклиматическому району Кировской области. Средняя температура июля: + 20,7 градусов, средняя температура января: −15°С, зима умеренно холодная и умеренно снежная. Среднегодовое количество осадков равно 632 мм.
Основные природные ресурсы поселения — лес, торф (торфяники один по реке Лобани, другой по реке Сырчану), глина, песок, гравий, известковый мергель.

## История
Немское городское поселение образовано 1 января 2006 года согласно Закону Кировской области от 07.12.2004 № 284-ЗО.
К 2021 году упразднено в связи с преобразованием муниципального района в муниципальный округ.

## Население
| 2009  | 2010  | 2011  | 2012  | 2013  | 2014  | 2015  |
| ----- | ----- | ----- | ----- | ----- | ----- | ----- |
| 3721  | ↗4094 | ↘3648 | ↗4023 | ↘3937 | ↘3852 | ↘3811 |
| 2016  | 2017  | 2018  | 2019  | 2020  | 2021  |       |
| ↘3756 | ↘3705 | ↘3632 | ↘3581 | ↘3503 | ↘3306 |       |

- Национальный состав: русские — 97 %.
- Средняя заработная плата — 9 462 рублей.
- Уровень безработицы — 9,9 %.
- Социально демографическая обстановка : за 2012 год родилось — 46 человек, умерло — 42 человека.
- Половая структура: мужчин 2 238, женщин 2 461.

## Состав
В поселение входят 14 населённых пунктов (население, 2010):
| - пгт Нема — 3650 чел.; - село Арское — 47 чел.; - деревня Берёзовка — 39 чел.; - деревня Бриткино — 19 чел.; - деревня Вахруши — 10 чел.; - деревня Верхорубы — 118 чел.; - деревня Ворончихино — 6 чел.; | - деревня Еловщина — 0 чел.; - деревня Коновалово — 0 чел.; - деревня Михино — 9 чел.; - деревня Незамаи — 164 чел.; - деревня Николаевка — 12 чел.; - деревня Письман — 7 чел.; - деревня Прокошево — 13 чел. |

## Социальная сфера
В Неме работает центральная районная библиотека им. М. И. Ожегова, детская библиотека — филиал ЦРБ, библиотеки—филиалы в д. Незамаях, Верхорубах.
Действуют дом культуры, музыкальная школа, дом детского творчества.
Есть спорткомплекс, стадион с футбольным полем, 2 волейбольные площадки.
Любимым местом отдыха жителей поселка являются лесной массив на берегу Березовского пруда и построенный в 2011 г. парк «Летний сад». При центральной библиотеке работает краеведческая комната.

## Власть
Администрация Неского городского поселения находится по адресу: 613470, Кировская обл., пгт Нема, Советская ул., 16
Тел.: +7 (83350) 2-11-70, 2-11-71. Глава Немского городского поселения — Холстинин Николай Аркадьевич. Он же глава администрации Немского городского поселения.
Представительный орган Немского городского поселения — Немская поселковая дума. Состав Думы 10 депутатов. Председатель Немской поселковой думы — Исупов Анатолий Аркадьевич.